# Dysstroma saturata
Dysstroma saturata là một loài bướm đêm trong họ Geometridae.